# Печатка Нью-Мексико

Велика печатка штату Нью-Мексико

Велика печатка штату Нью-Мексико (англ. Great Seal of the State of New Mexico) — офіційний державний символ штату Нью-Мексико, США.

## Історія
Перший варіант печатки було розроблено незабаром після створення уряду Території Нью-Мексико в 1851 році. Первісну печатку було втрачено; можливо, її було поміщено як один з пам'ятних знаків в перший камінь під час закладання монумента солдатам на площі Санта-Фе-Плаза. На відбитках оригінальної печатки видно, що на ній був зображений американський орел, який стискає в пазурах однієї лапи оливкову гілку, а в іншій — три стріли. У кільці навколо зображення йшов напис «Great Seal of the Territory of New Mexico» (Велика печатка Території Нью-Мексико).
На початку 1860-х невідомий чиновник ввів в обіг нову печатку, малюнок якої близький до сучасного. На ній зображено американського орла з розправленими крилами, що захищають меншого за розміром мексиканського орла (останній є символом, зображеним на гербі Мексики). По краю печатки йшов напис «Territory of New Mexico» (Територія Нью-Мексико), а в нижній частині — дата MDCCCL (1850 рік).
Невідома причина і час появи на друку написи на латинській мові «Crescit Eundo» («Росте йдучи»). 1882 року державний секретар Території Нью-Мексико Вільям Г. Річ (англ. William G. Ritch) затвердив зразок печатки з цим написом. Цю версія було схвалено й затверджено як офіційну печатку та герб законодавчими зборами території 1887 року.
1912 року Нью-Мексико став 47-м штатом США, і законодавчі збори штату призначили комісію з розробки печатки та герба штату. До комісії увійшли діяв у той час губернатор Вільям Мак-Дональд, генеральний прокурор Френк Кленсі, верховний суддя Кларенс Робертс і державний секретар Антоніо Лусеро. Комісія пропрацювала півтора року та прийшла до висновку залишити попередній малюнок печатки й герба, замінивши на них лише дату на 1912. 1913 року офіційну велику печатку штату Нью-Мексико було затверджено.
2005 року сенатор від штату Джозеф Карраро запропонував замінити девіз на друку гербі на латинський вислів «Antiqua suspice, crastina accipe» («Поважаючи минуле, обіймаємо майбутнє»), мотивуючи це незрозумілістю чинного девізу для сучасників.

## Опис
В офіційному описові зазначено:
"На гербі штату поміщено мексиканського орла, що тримає в дзьобі змію, а в пазурах кактус, якого захищає американський орел з розправленими крилами, що тримає в пазурах стріли; дата 1912 під орлами і девіз на сувої «Crescit Eundo». Печатка штату має являти собою диск з гербом і мати напис по краю «Great Seal of the State of New Mexico».
Мексиканський орел — це символ Мексики, на гербі якої зображений золотий орел (беркут). Золотий орел зі змією в дзьобі і кактусом в пазурах відображає стародавні міфи ацтеків — корінних жителів території Мексики. Сучасний Нью-Мексико засновано іспанськими колоністами, він був частиною Нової Іспанії, а потім Мексики. Зображення мексиканського орла підкреслює національні традиції ацтеків та іспанських поселенців. Більший американський орел, що захищає крилами мексиканського орла, символізує зміну статусу території 1846 року, коли вона перейшла під юрисдикцію США. Американський орел тримає в пазурах стріли, а його погляд спрямований на мексиканського орла. У цілому композиція відображає домінантне становище США при повазі культурних, історичних та національних традицій місцевого населення.
Дата 1912 рік вказує на час утворення штату Нью-Мексико. Девіз на сувої на латині «Crescit Eundo» («Росте йдучи») спочатку вказував на постійне розширення території Нью-Мексико. Його ж сучасне трактування звертається до постійного розширення економіки і культури штату.